# José Miguel Mateus
José Miguel Mateus dit Zé Miguel, né le 9 juin 1959, est un footballeur portugais.
Après une carrière de gardien de but, il se reconvertit dans le beach soccer et garde les cages de l'équipe nationale, dont il devient ensuite le sélectionneur.

## Biographie
Au moment d'aborder la Coupe du monde 2011, Zé Miguel est le seul à avoir dirigé sa formation lors des cinq premières éditions organisée par la FIFA. Avec 27 matches, c’est lui qui détient le record d’assiduité, devançant de trois longueurs le technicien brésilien Alexandre Soares.
En février 2013, il est remplacé par Mário Narciso à la tête de la sélection portugaise.

## Palmarès

### Joueur

#### En sélection
| Compétitions mondiales | Compétitions continentales |
| --- | --- |
| - Coupe du monde (1) - Vainqueur en 2001 - Finaliste en 1999, 2002 - BSWW Mundialito (1) - Vainqueur en 2003 - Finaliste en 1999, 2000, 2001, 2002 - Coupe latine (1) - Vainqueur en 2000 - Finaliste en 1999, 2001, 2002, 2003 | - Euro Beach Soccer League (1) - Vainqueur en 2002 - Finaliste en 2000, 2001 - 3e en 1999 - Euro Beach Soccer Cup (3) - Vainqueur en 1998, 2001 et 2002 - Finaliste en 1999 |

#### Individuel
- Meilleur gardien de l'Euro Beach Soccer League en 1999

### Sélectionneur
| Compétitions mondiales | Compétitions continentales |
| --- | --- |
| - Coupe du monde - Finaliste en 2005 - 3e en 2003, 2004, 2008, 2009 et 2011 - BSWW Mundialito (3) - Vainqueur en 2008, 2009 et 2012 - Finaliste en 2005, 2006, 2007, 2010, 2011 et 2013 - Coupe latine - 3e en 2005 - Copa Lagos - Finaliste en 2012 | - Euro Beach Soccer League (3) - Vainqueur en 2007, 2008, 2010 - Finaliste en 2004, 2005, 2006, 2009 - 3e en 2003, 2011 - Euro Beach Soccer Cup (3) - Vainqueur en 2003, 2004 et 2006 - Finaliste en 2010 et 2012 - 3e en 2005, 2007 et 2009 |